# Basszusklarinét
A basszusklarinét a klarinétok közé tartozó hangszer. Elterjedt típus, a kortárs zenében, fúvószenekarokban, dzsesszben, szimfonikus zenekarban egyaránt használják (pl.: Csajkovszkij: Diótörő, Cukorkatündér tánca).
Éppúgy, mint az elterjedtebb szopránklarinét, a basszusklarinét is B-hangolású, és a szopránklarinéthoz hasonlítva egy oktávval mélyebb hangot ad ki.
A basszusklarinéton játszó személyt basszusklarinétosnak nevezzük.

## A basszusklarinét részei
- fúvóka
- hordó
- nád
- felső rész
- alsó rész
- tölcsér